# Tianlou (sockenhuvudort i Kina, Jiangsu Sheng, lat 34,25, long 119,60)
Tianlou är en sockenhuvudort i Kina. Den ligger i provinsen Jiangsu, i den östra delen av landet, omkring 250 kilometer norr om provinshuvudstaden Nanjing. Antalet invånare är 20 560. Befolkningen består av 10 132 kvinnor och 10 428 män. Barn under 15 år utgör 26,0 %, vuxna 15-64 år 61 %, och äldre över 65 år 12,0 %.
Runt Tianlou är det tätbefolkat, med 493 invånare per kvadratkilometer. Närmaste större samhälle är Xiaojian, 13,7 km söder om Tianlou. Trakten runt Tianlou består till största delen av jordbruksmark.
Genomsnittlig årsnederbörd är 1 055 millimeter. Den regnigaste månaden är juli, med i genomsnitt 294 mm nederbörd, och den torraste är januari, med 14 mm nederbörd.